# Thierry Rey
Thierry Rey (Veurne, 1 de junio de 1959) es un deportista francés que compitió en judo.
Participó en los Juegos Olímpicos de Moscú 1980, obteniendo una medalla de oro en la categoría de –60 kg. Ganó una medalla en el Campeonato Mundial de Judo de 1979, y cuatro medallas en el Campeonato Europeo de Judo entre los años 1980 y 1983.

## Palmarés internacional
| Juegos Olímpicos   | Juegos Olímpicos   | Juegos Olímpicos  | Juegos Olímpicos |
| Año                | Lugar              | Medalla           | Categoría        |
| ------------------ | ------------------ | ----------------- | ---------------- |
| 1980               | Moscú ( URSS)      | Medalla de oro    | –60 kg           |
| Campeonato Mundial |                    |                   |                  |
| Año                | Lugar              | Medalla           | Categoría        |
| 1979               | París (Francia)    | Medalla de oro    | –60 kg           |
| Campeonato Europeo |                    |                   |                  |
| Año                | Lugar              | Medalla           | Categoría        |
| 1980               | Viena (Austria)    | Medalla de bronce | –60 kg           |
| 1981               | Debrecen (Hungría) | Medalla de plata  | –65 kg           |
| 1982               | Rostock (RDA)      | Medalla de plata  | –65 kg           |
| 1983               | París (Francia)    | Medalla de oro    | –65 kg           |